# European Chicken Commitment
European Chicken Commitment (ECC) är en serie kriterier för företag att ta med i sina inköp av kycklingkött. Kriterierna är baserade på den senaste forskningen om djurvälfärd och framtagna av 28 djurrätts- och djurskyddsorganisationer i Europa.
ECC syftar till att förbättra för de djur som lever i kycklingindustrin genom att bland annat säga nej till turbokycklingar och ja till mer plats i stallarna. I Sverige ingår även krav på att 20% av inköpen ska komma från kycklingar med tillgång till utevistelse.
I februari 2022 hade fler än 300 europeiska företag valt att arbeta med ECC. Bland de svenska företag som valt att arbeta med ECC finns bland andra Dafgårds, Picadeli, Orkla Foods Sverige, Linas Matkasse, O’Learys och Espresso House. 
Ett företag som väljer att anta ECC som en del av sin inköpspolicy åtar sig att fullfölja kriterierna till fullo senast år 2026. Efterlevnad av kriterierna ska kunna bevisas via tredjepartsgranskning. Fram till att kriterierna fullföljts krävs årlig offentlig rapportering från företaget kring hur arbetet fortskrider.